# Oscar Piastri
Oscar Piastri (født 6. april 2001) er en australsk racerkører, som kører for Formel 1-holdet McLaren.

## Tidlige karriere

### Gokarts
Piastri begyndte, som mange andre kørere, i gokarts.

### Formel 4
Piastri gjorde sin debut i formelbiler i 2016, hvor han kørte i Formel 4 mesterskabet i de Forende Arabiske Emirater. Han forsatte i Formel 4 i 2017, denne gang i det britiske mesterskab, hvor han sluttede på andenpladsen i sæsonen.

### Formel Renault Eurocup
Piastri rykkede i 2018 til Formel Renault Eurocup, hvor han blev på niendepladsen i sin debutsæson. Han skiftede herefter til de forsvarende mestre, R-ace GP holdet, og vandt som resultat mesterskabet i 2019 sæsonen.

### Formel 3
Piastri rykkede videre til FIA Formel 3 for 2020 sæsonen. Han var i sæsonen del af en højintens, trevejs mesterskabskamp imod Théo Pourchaire og Logan Sargeant. Piastri endte dog med at tage mesterskabet, kun 3 point foran andenpladsen Pouchaire og 4 point foran Sargeant på trejdepladsen.

### Formel 2
Piastri fortsatte sit march igennem rækkerne, og rykkede for 2021 op i FIA Formel 2. Piastri vandt i sin debutsæson mesterskabet, og blev hermed kun den sjette kørere nogensinde til at vinde GP2/F2 mesterskabet i deres debutsæson i serien, efter Nico Rosberg, Lewis Hamilton, Nico Hülkenberg, Charles Leclerc og George Russell.

## Formel 1

### Alpine

#### Reservekører
Piastri var i 2020 blevet del af Renaults akademi, og forblev del af akademiet efter at holdet blev omdøbt til Alpine. Piastri kunne ikke marchere direkte ind i Formel 1 efter sit Formel 2-mesterskab, og måtte for 2022 sæsonen tage rollen som reservekører for Alpine.

### Kontraktstrid
Alpine annoncerede i august 2022, at Piastri ville rykke op som en af holdets kørere ved 2023 sæsonen, hvor han ville erstatte Fernando Alonso, som rykkede til Aston Martin. En time senere annoncerede Piastri dog via sin Twitter konto, at han ikke havde en kontrakt, og han ikke ville køre for Alpine i 2023. Dette var som resultat af, at Piastri allerede der havde underskrevet en kontrakt med McLaren, dog mente Alpine, at han stadig havde en kontrakt med dem. Efter en sag hos kontraktafdelingen hos FIA, blev der dømt til fordel for McLaren og Piastri, og aftalen om hans skifte til McLaren kunne offentliggøres.

### McLaren

#### 2023
Piastri gjorde sin Formel 1 debut i 2023 sæsonen. Hans debutræs var Bahrains Grand Prix 2023, dog dette ikke var en succes, da han måtte udgå med tekniske problemer. Han scorede sine første point i Formel 1 på hjemmebane, da han sluttede på ottendepladsen ved Australiens Grand Prix.
Efter en langsom start på sæsonen, så introducerede McLaren ved Storbritanniens Grand Prix en række opdateringer, som gjorde resultaterne markant bedre. Han scorede sit første podie i Formel 1 ved Japans Grand Prix, hvor han sluttede på tredjepladsen. Han blev her også den første førsteårskører til at komme på podiet siden Lance Stroll i 2017. Han tog pole position til sprintløbet i Qatar, og vandt her også sprinten. I selve ræset sluttede han på andenpladsen.
Han sluttede sæsonen med 97 point på niendepladsen i verdensmesterskabet.